# Letti gemelli (film 1929)
Letti gemelli (Twin Beds) è un film del 1929, diretto da Alfred Santell. La commedia Twin Beds da cui è tratto il film, scritta da Salisbury Field e Margaret Mayo, fu un grande successo di Broadway dove restò in scena con oltre quattrocento repliche dopo il debutto al Fulton Theatre la sera del 14 agosto 1914.

## Trama
La notte delle nozze, Danny lascia sola Elsie perché, per lavoro, deve correre in teatro a seguire le prove, a causa dei capricci della star dello spettacolo, Monty Solari. Uscendo di casa, Danny lascia la porta aperta e Solari, il marito di Monty, che abita nello stesso edificio, si infila ubriaco in casa sua, scambiandola per la propria. Trova il pigiama di Danny, se lo mette e poi si infila nel letto gemello di Danny. Quando quest'ultimo torna a casa, scopre l'indesiderato ospite che dorme nel suo letto. La cosa viene però chiarita e i due novelli sposi partono subito per l'Europa, dove - da soli - potranno finalmente fare la loro luna di miele.

## Produzione
Il film fu prodotto dalla First National Pictures.

## Distribuzione
Distribuito dalla First National Pictures e dalla Warner Bros., il film - presentato da Richard A. Rowland - uscì nelle sale cinematografiche statunitensi il 14 luglio 1929 dopo essere stato presentato in prima New York il 13 luglio.